# Gastón Sirino
Leandro Gastón Sirino (Montevideo, 22 febbraio 1991) è un calciatore uruguaiano, centrocampista dei Kaizer Chiefs.

## Palmarès

### Club

#### Competizioni nazionali
- Campionato sudafricano: 6

Mamelodi Sundowns: 2018-2019, 2019-2020, 2020-2021, 2021-2022, 2022-2023, 2023-2024
- Coppa del Sudafrica: 2

Mamelodi Sundowns: 2019-2020
Kaizer Chiefs: 2024-2025
- MTN 8: 1

Mamelodi Sundowns: 2021

#### Competizioni internazionali
- African Football League: 1

Mamelodi Sundowns: 2023